# Georgie
Georgie (ジョージィ!, Jōjī!) és una sèrie manga escrita per Mann Izawa i il·lustrada per Yumiko Igarashi. Fou adaptada a la seva versió anime per la productora japonesa Tokyo Movie Shinsha, dirigida per Shigetsuga Yoshida i estrenada pel canal TV Asashi el 9 d'abril de 1983. Està formada 45 episodis de 25 minuts de duració cadascun. A Catalunya, fou estrenada en català el 17 de març de 1998 fins al 18 de maig del mateix any pel canal 33, reementent-se posteriorment pel canal K3 i Super3 en diverses ocasions.
A Espanya, el manga va ser publicat el 2006 per l'editorial Banzai en quatre volums, completant tota la història del manga original.

## Llista d'episodis
| #  | Títol en català | Data d'estrena al Japó | Data d'estrena a Catalunya |
| -- | --- | ---------------------- | -------------------------- |
| 1  | El secret del braçalet Udewa no himitsu (腕輪の秘密)                                                                 | 9 d'abril de 1983      | 17 de març de 1998         |
| 2  | La promesa del pare Tōsan no yakusoku (父さんの約束)                                                                 | 16 d'abril de 1983     | 18 de març de 1998         |
| 3  | L'illa dels llangardaixos Tokage shima nodekigoto (トカゲ島のできごと)                                               | 23 d'abril de 1983     | 19 de març de 1998         |
| 4  | Pare, no et moris! Tōsan, shinji yaiya! (父さん、 死んじゃいや!)                                                     | 30 d'abril de 1983     | 20 de març de 1998         |
| 5  | No venguis la granja Bokujō wo ura naide... (牧場を 売らないで…)                                                     | 7 de maig de 1983      | 23 de març de 1998         |
| 6  | Els nostres somnis Kyōdai nosutekina yume (兄妹の すてきな夢)                                                        | 14 de maig de 1983     | 24 de març de 1998         |
| 7  | El braçalet perdut Nakunatta buresureddo (なくなった ブレスレット)                                                   | 21 de maig de 1983     | 25 de març de 1998         |
| 8  | Volem anar a l'escola dominical Tomo dachihaijimetsu ko? (友だちは いじめっ子?)                                      | 28 de maig de 1983     | 26 de març de 1998         |
| 9  | Les rareses de l'Abel Okashina Aberu (おかしなアベル)                                                                | 4 de juny de 1983      | 27 de març de 1998         |
| 10 | El regal de la mare Kaasan ga waratta! (母さんが笑った!)                                                             | 11 de juny de 1983     | 30 de març de 1998         |
| 11 | Una visita inesperada Omoigakenaio kyaku sama (思いがけない お客さま)                                                | 18 de juny de 1983     | 31 de març de 1998         |
| 12 | L'habitació de la Georgie Kyō kara hitoribeya (今日から一人部屋)                                                     | 25 de juny de 1983     | 1 d'abril de 1998          |
| 13 | La gelosia de l'Abel Aberu gayakimochiwoyaita! (アベルが ヤキモチをやいた!)                                          | 2 de juliol de 1983    | 2 d'abril de 1998          |
| 14 | La decisió de l'Abel Aberu no ketsui (アベルの決意)                                                                  | 9 de juliol de 1983    | 3 d'abril de 1998          |
| 15 | La fúria de la Betty Jaja uma Bekkii (じゃじゃ馬ベッキィ)                                                            | 16 de juliol de 1983   | 6 d'abril de 1998          |
| 16 | L'aniversari de la Betty Bekkii no tanjōbi (ベッキィの誕生日)                                                        | 23 de juliol de 1983   | 7 d'abril de 1998          |
| 17 | La xicota d'en Galtes Rappu noo yomesan (ラップのお嫁さん)                                                           | 30 de juliol de 1983   | 8 d'abril de 1998          |
| 18 | La mentida de l'Arthur Asa no uso (アーサーの嘘)                                                                     | 6 d'agost de 1983      | 9 d'abril de 1998          |
| 19 | No te'n vagis, Georgie! Dezaina ninaru? (デザイナーに なるの?!)                                                      | 13 d'agost de 1983     | 10 d'abril de 1998         |
| 20 | Adéu, Austràlia Sayōnara Osutoraria (さようなら オーストラリア)                                                      | 20 d'agost de 1983     | 13 d'abril de 1998         |
| 21 | Els ulls blaus Hitomi no shoku ha yasashii buru (瞳の色は 優しいブルー)                                              | 27 d'agost de 1983     | 14 d'abril de 1998         |
| 22 | Benvingut a casa, Abel O kaeri nasai Aberu (お帰りなさい アベル)                                                     | 3 de setembre de 1983  | 15 d'abril de 1998         |
| 23 | Es diu Lowell Sono nin no mei ha ... roeru (その人の名は… ロエル)                                                    | 10 de setembre de 1983 | 16 d'abril de 1998         |
| 24 | El primer petó Hajimeteno kisu! (はじめての キス!)                                                                   | 17 de setembre de 1983 | 17 d'abril de 1998         |
| 25 | El secret revelat Jojii no kakusa reta kako no himitsu (ジョージィの かくされた過去の秘密)                           | 24 de setembre de 1983 | 20 d'abril de 1998         |
| 26 | La tempestuosa nit d'amor Arashi no yoru. Ai wōchiakeru roeru (嵐の夜・愛を うちあけるロエル…)                       | 1 d'octubre de 1983    | 21 d'abril de 1998         |
| 27 | El secret de la Georgie Himitsu wo shitta kanashimi no jojii (秘密を知った 悲しみのジョージィ)                       | 8 d'octubre de 1983    | 22 d'abril de 1998         |
| 28 | Dues maneres d'amor Aberu to asa. Futatsu no ai nokatachi (アベルとアーサー・ 二つの愛のかたち)                      | 15 d'octubre de 1983   | 23 d'abril de 1998         |
| 29 | La decisió de la Georgie Tabidachi no kesshin wosuru jojii (旅立ちの 決心をするジョージィ)                           | 22 d'octubre de 1983   | 24 d'abril de 1998         |
| 30 | La mort de la mare Jojii wo ō aberu, soshite haha no shi (ジョージィを追うアベル そして母の死)                       | 29 d'octubre de 1983   | 27 d'abril de 1998         |
| 31 | Viatge a Anglaterra Chiridirininatte igirisu ni muka u 3 nin (ちりぢりになって イギリスへ向かう三人)                 | 12 de novembre de 1983 | 28 d'abril de 1998         |
| 32 | Tres naus, tres somnis Sen'in jojii to yumemi ru shōjo kyasarin (船員ジョージィと 夢見る少女キャサリン)              | 19 de novembre de 1983 | 29 d'abril de 1998         |
| 33 | Una trampa molt perillosa Jojii nikakerareta osoro shii wana (ジョージィにかけられた 恐ろしいワナ)                   | 26 de novembre de 1983 | 30 d'abril de 1998         |
| 34 | El retrobament de la Georgie i en Lowell Saikai suru futari ~ jojii to roeru ~ (再会する二人 ～ジョージィとロエル～) | 3 de desembre de 1983  | 1 de maig de 1998          |
| 35 | El somni de l'àvia Obaachanno yume to roeru no namida (おばあちゃんの 夢とロエルの涙)                                | 10 de desembre de 1983 | 4 de maig de 1998          |
| 36 | El final de la recerca Jojii wo mitsu keta Aberu! (ジョージィを 見つけたアベル!)                                     | 17 de desembre de 1983 | 5 de maig de 1998          |
| 37 | L'Abel contra el casament Jojii tono kekkon ni hantai suru Aberu (ロエルとの結婚に 反対するアベル)                   | 24 de desembre de 1983 | 6 de maig de 1998          |
| 38 | La trampa del duc de Dangering Shinobi yoru dangeringu kōshaku no ma no te (忍びよるダンゲリング 公爵の魔の手)       | 7 de gener de 1984     | 7 de maig de 1998          |
| 39 | El ball reial ōshitsu butōkai ha kiken gaippai! (王室舞踏会は 危険がいっぱい!)                                       | 14 de gener de 1984    | 8 de maig de 1998          |
| 40 | La fugida Dasshutsu suru roeru to jojii (脱出するロエル とジョージィ)                                                | 21 de gener de 1984    | 11 de maig de 1998         |
| 41 | El preu del braçalet Taisetsu na udewa wo uru jojii (大切な指輪を 売るジョージィ)                                    | 28 de gener de 1984    | 12 de maig de 1998         |
| 42 | La Georgie treballa Roeru notameni hisshi ni hataraku jojii (ロエルのために 必死に働くジョージィ)                    | 4 de febrer de 1984    | 13 de maig de 1998         |
| 43 | Adéu, Lowell Sayonara itoshii roeru (さようなら 愛しいロエル)                                                        | 11 de febrer de 1984   | 14 de maig de 1998         |
| 44 | La Georgie troba el seu pare Chichi nimeguri au jojii (父にめぐり会う ジョージィ)                                    | 18 de febrer de 1984   | 15 de maig de 1998         |
| 45 | La Georgie vola com un bumerang Kokoroha bumeran noyōni (心は ブーメランのように)                                    | 25 de febrer de 1984   | 18 de maig de 1998         |